# ملعب اوليمبيا هيلسبروج
ملعب أوليبميا هلسينغبورغ (بالإنجليزية: Olympia (Helsingborg))‏ هو ملعب كرة قدم متعدد الأغراض يقع في مدينة هلسينغبورغ في السويد، ويتسع لـحوالي 17200 متفرج.

## التاريخ
افتتح الملعب في 1898.

## أهم الأحداث التي استضافها
- كأس العالم لكرة القدم 1966
- كأس العالم لكرة القدم للسيدات 1995